# Владимировка (Бахмутский район)
Влади́мировка (укр. Володи́мирівка) — село Соледарской городской общине Бахмутского района Донецкой области Украины.
Население по переписи 2001 года составляло 1121 человек. Почтовый индекс — 84560. Телефонный код — 6274. Код КОАТУУ — 1420982001.